# Command & Conquer: Red Alert – Counterstrike
Command & Conquer: Red Alert – Counterstrike – pierwszy oficjalny dodatek do gry strategicznej Command & Conquer: Red Alert wydanej 9 listopada 1996 roku. Wydany 2 sierpnia 1997roku przez Virgin Interactive.

## Rozgrywka
W Command & Conquer: Red Alert – Counterstrike zawarto 16 nowych scenariuszy oraz 100 plansz dla trybu gry wieloosobowej.
W grze umieszczono osiem premierowych utworów muzycznych w formacie CD-Audio.
Gra dostępna jest w pełnej angielskiej wersji językowej.